# Arkadiusz Milik
Arkadiusz Krystian Milik (ur. 28 lutego 1994 w Tychach) – polski piłkarz, występujący na pozycji napastnika we włoskim klubie Juventus.
Od 2012 reprezentant Polski w piłce nożnej. Uczestnik Mistrzostw Europy 2016, Mistrzostw Świata 2018 i 2022.
Karierę piłkarską rozpoczynał w Rozwoju Katowice, z którego w 2011 trafił do Górnika Zabrze, gdzie zadebiutował w Ekstraklasie, a także został wybrany polskim odkryciem roku. W 2013 podpisał kontrakt z Bayerem Leverkusen, skąd na sezon 2013/2014 wypożyczony został do FC Augsburg. W 2014 trafił do Ajaxu, gdzie w ciągu dwóch sezonów zdobył 47 goli, wicemistrzostwo oraz tytuł króla strzelców Pucharu Holandii. W latach 2016–2021 był zawodnikiem SSC Napoli, w barwach którego zdobył 38 goli w Serie A, zostając najskuteczniejszym Polakiem w tych rozgrywkach, a także sięgnął po Puchar Włoch. W 2021 przeniósł się do Olympique Marsylia. W sezonie 2021/2022 zdobył z klubem wicemistrzostwo Francji. W sierpniu 2022 został wypożyczony do Juventusu, który w czerwcu 2023 wykupił go z Marsylii. W sezonie 2023/2024 zdobył z klubem drugi w swojej karierze Puchar Włoch. 

## Kariera klubowa

### Rozwój Katowice
Wychowanek Rozwoju Katowice, w którym trenował od 6. roku życia (m.in. pod okiem Sławomira Mogilana). Jako dziecko występował m.in. w rozgrywkach Z podwórka na Stadion o Pucharu Tymbarku. Wiosną 2010 został włączony do zespołu rezerw tego klubu. W sezonie 2010/2011 dołączył do kadry pierwszej drużyny, grającej w III lidze opolsko-śląskiej. Zadebiutował w niej w wieku 16 lat – 23 października 2010, zdobywając dwie bramki w wygranym 4:0 meczu z KS Krasiejów.
W listopadzie 2010 trafił na testy do Górnika Zabrze, rozgrywając 2 spotkania w zespole Młodej Ekstraklasy. W meczu z Koroną Kielce zdobył bramkę, po czym trener Adam Nawałka zaproponował mu treningi z pierwszą drużyną. Następnie został zaproszony na dwutygodniowy staż do angielskiego Reading, gdzie podczas meczu młodzieżowców przeciwko Tottenhamowi Hotspur strzelił gola, a następnie trafił na testy do tego właśnie klubu. Po powrocie do kraju był testowany w zespole Młodej Ekstraklasy Legii Warszawa. W sparingu z AC Sambonifacese zdobył jedną bramkę, a Legia wygrała 4:1. Milik rundę wiosenną spędził jednak w Rozwoju Katowice. Sezon zakończył dziesięcioma meczami i czterema bramkami w III lidze.

### Górnik Zabrze
1 lipca 2011 podpisał 5-letni kontrakt z Górnikiem Zabrze. Jeden z zapisów zapewnił jego bratu, Łukaszowi, pracę na stanowisku kierownika drużyny Młodej Ekstraklasy Górnika i klubowego pracownika działu marketingu. Działacze wyrazili ponadto zgodę, aby Arkadiusz Milik wystąpił w barwach Rozwoju Katowice, w finałach Mistrzostw Polski juniorów U-17 w Gdyni, gdzie ostatecznie Rozwój zajął trzecie miejsce.
W rozgrywkach Ekstraklasy zadebiutował mając 17 lat, 5 miesięcy i 3 dni. W debiucie przeciwko Śląskowi Wrocław, który miał miejsce 31 lipca 2011, zaliczył asystę przy bramce Pawła Olkowskiego. Na pierwszego gola czekał do 1 kwietnia 2012, kiedy to w spotkaniu przeciwko Koronie Kielce, dwukrotnie wpisał się na listę strzelców. Stał się tym samym najmłodszym strzelcem gola w Ekstraklasie podczas sezonu 2011/2012 oraz siódmym w historii Górnika. Po ukończeniu 18. roku życia, podpisał z Górnikiem nowy kontrakt. Pierwszy sezon w Ekstraklasie zakończył z dorobkiem czterech bramek w dwudziestu czterech meczach, natomiast jego drużyna zajęła ósme miejsce w ligowej tabeli.
Sezon 2012/2013 rozpoczął od strzelenia dwóch goli w dwóch pierwszych meczach. W sierpniowym plebiscycie Ekstraklasy uznano go za „Piłkarza Miesiąca”. 1 grudnia 2012 w meczu przeciwko Wiśle Kraków strzelił 2400. bramkę dla Górnika w najwyższej klasie rozgrywkowej. Ponadto, w tamtym spotkaniu ujrzał czerwoną kartkę za brutalny faul na Michale Szewczyku, a Komisja Ligi zawiesiła go na dwa spotkania. Rundę jesienną, Milik, zakończył z siedmioma bramkami w czternastu ligowych spotkaniach. W plebiscycie katowickiego „Sportu” na najlepszego piłkarza roku zajął 6. miejsce.

### Bayer Leverkusen
17 grudnia 2012 przeszedł do Bayeru Leverkusen i podpisał z niemieckim klubem 5,5-letni kontrakt. W Bundeslidze zadebiutował 3 lutego 2013 w spotkaniu z Borussią Dortmund, zmieniając w 87. minucie spotkania, Stefana Reinartza. 14 lutego 2013, zmieniając w 70. minucie meczu Ligi Europy z Benfiką, Gonzalo Castro, zadebiutował w europejskich pucharach. Ponadto tygodnik „Piłka Nożna” uznał go za „Odkrycie roku”.

### FC Augsburg
30 sierpnia 2013 FC Augsburg oficjalnie poinformował o rocznym wypożyczeniu Milika z Bayeru. W nowym klubie Polak zadebiutował 21 września 2013 podczas przegranego 1:2 spotkania z Hannoverem 96, zmieniając w 89. minucie Matthiasa Ostrzolka. Pierwszego gola dla Augsburga zdobył sześć dni później, w zremisowanym 2:2 meczu z Borussią Mönchengladbach. Druga i zarazem ostatnia bramka Milika w barwach klubu padła 9 lutego 2014 podczas wygranego 4:1 spotkania z VfB Stuttgart. Ostatecznie w sezonie 2013/14 Polak wystąpił w lidze osiemnastokrotnie, dokładając ponadto dwa występy w Pucharze Niemiec. Po zakończeniu rozgrywek powrócił do Leverkusen.

### AFC Ajax

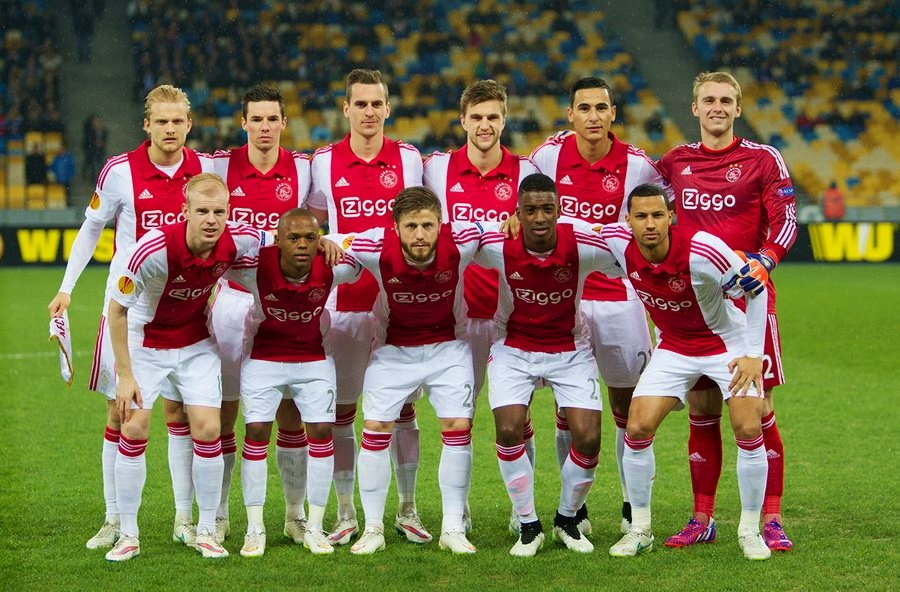
Milik z drużyną Ajaksu (2015)

15 maja 2014 AFC Ajax potwierdził wypożyczenie Milika na cały sezon 2014/15, dodatkowo zapewniając sobie prawo pierwokupu piłkarza. W Eredivisie zadebiutował 10 sierpnia 2014 w wygranym 4:1, domowym spotkaniu z SBV Vitesse. Dwa premierowe trafienia dla Ajaksu zaliczył 13 września 2014 w wygranym 2:1, ligowym meczu przeciwko Heraclesowi Almelo. 17 września 2014 w meczu fazy grupowej z Paris Saint-Germain (1:1), zadebiutował w Lidze Mistrzów UEFA. 25 września 2014 w spotkaniu 2. rundy Pucharu Holandii, strzelił 6 goli i zaliczył 2 asysty (przy bramkach Lucasa Andersena i Ricardo Kishny), zaś Ajax wygrał 9:0 z czwartoligowym JOS Watergraafsmeer. Tym samym Milik powtórzył osiągnięcie Luisa Suáreza sprzed 5 lat. 10 grudnia 2014 podczas wygranego 4:0 meczu fazy grupowej z APOELem, strzelił swojego pierwszego gola w Lidze Mistrzów, a ponadto asystował przy bramce Lasse Schöne oraz wywalczył rzut karny, który na gola zamienił także Schøne. W 1/16 finału Ligi Europy, strzelił 3 bramki w dwumeczu z Legią Warszawa i awansował ze swoim klubem do 1/8 finału. Ostatecznie, sezon 2014/15, zakończył strzelając 23 gole i notując 9 asyst w 34 występach dla Ajaksu i z 8 bramkami na koncie został królem strzelców ówczesnej edycji Pucharu Holandii. W ligowej tabeli, Ajax zajął wówczas drugie miejsce, tracąc 17 punktów do pierwszego PSV Eindhoven.
1 kwietnia 2015 Ajax oficjalnie poinformował, że wykupił Milika z Bayeru i podpisał z nim 4-letni kontrakt, który wszedł w życie 1 lipca. Polak otrzymał koszulkę z numerem 9. W sezonie 2015/2016 wystąpił w 42 spotkaniach Ajaksu strzelając w nich 24 bramki i notując 10 asyst oraz ponownie sięgnął z klubem po wicemistrzostwo kraju, przegrywając tytuł mistrzowski na rzecz PSV, w ostatniej kolejce sezonu, po wyjazdowym remisie 1:1 z De Graafschap. Sam, z dorobkiem 21 ligowych goli, zajął 3. miejsce w klasyfikacji strzelców Eredivisie. W barwach Ajaksu rozegrał łącznie 75 spotkań, w których strzelił 47 goli i zanotował 21 asyst.

### SSC Napoli
1 sierpnia 2016 podpisał pięcioletni kontrakt z włoskim klubem SSC Napoli. Kwota transferu wyniosła ok. 32 mln euro, a Polak sprowadzany był jako następca Gonzalo Higuaina. Piłkarz z powodu młodzieńczego zafascynowania hokejem na lodzie, wybrał numer 99, z którym występował m.in. uważany za najlepszego hokeistę wszech czasów, Wayne Gretzky. 21 sierpnia 2016 wchodząc na boisko za Manolo Gabbiadiniego, w 57. minucie zremisowanego 2:2 meczu z Pescarą, zadebiutował w Serie A. Wraz z nim zadebiutował inny Polak, Piotr Zieliński. 27 sierpnia 2016 po raz pierwszy znalazł się w podstawowym składzie Napoli – na rozgrywany na Stadio San Paolo ligowy mecz z Milanem. Polski napastnik rozegrał wówczas całe spotkanie i zdobył dwie bramki, pokonując bramkarza gości Gianluigiego Donnarummę w 18. oraz 33. minucie meczu, który ostatecznie zakończył się zwycięstwem jego drużyny 4:2. Były to debiutanckie trafienia Milika na włoskich boiskach. Również w meczu z Bolonią, rozegranym 17 września 2016, popisał się dubletem – wszedł na boisko w drugiej połowie meczu i zdobył dwa gole: w 68. i 78. minucie, a jego drużyna wygrała 3:1. 8 października 2016 w meczu reprezentacji, nabawił się kontuzji zerwania więzadła krzyżowego przedniego w lewym kolanie, przez co w sezonie 2016/17 opuścił 21 meczów swojej drużyny. 12 stycznia 2017 po odbyciu leczenia i rehabilitacji poinformowano, że Milik otrzymał zgodę na wznowienie treningów z drużyną. 4 lutego 2017 po raz pierwszy po kontuzji, znalazł się w kadrze meczowej Napoli, na ligowy mecz z Bolonią. Do gry powrócił 15 lutego 2017, w przegranym 1:3, pierwszym meczu 1/8 finału Ligi Mistrzów, przeciwko Realowi Madryt, na Estadio Santiago Bernabéu. 23 kwietnia 2017 w ligowym meczu z Sassuolo (2:2), strzelił pierwszego gola po kontuzji. Łącznie w sezonie 2016/17 rozegrał 23 mecze strzelając 8 bramek (5 ligowych i 3 w Lidze Mistrzów).
Nowy sezon rozpoczął 16 sierpnia 2017 wchodząc na ostatnie 15' minut w pierwszym meczu IV rundy kwalifikacji Ligi Mistrzów z Niceą (2:0). 19 sierpnia 2017, wystąpił w pierwszej jedenastce, w meczu 1. kolejki Serie A z Hellasem Verona (3:1), w którym rozegrał 61 minut oraz zdobył bramkę. 13 września 2017 rozegrał 90' minut oraz zdobył bramkę w przegranym 1:2, grupowym meczu Ligi Mistrzów UEFA, z Szachtarem Donieck. 23 września 2017 w ligowym meczu ze SPAL, ponownie zerwał więzadła krzyżowe, tym razem w prawym kolanie. Na boisko powrócił 3 marca 2018 wchodząc jako rezerwowy w ligowym meczu z Romą (2:4). Łącznie w sezonie 2017/18, wystąpił w 17 meczach strzelając 6 bramek, natomiast Napoli zajęło 2. miejsce w tabeli Serie A, ustępując jedynie Juventusowi.
Kolejny sezon Milik rozpoczął wychodząc w pierwszym składzie na mecz 1. kolejki Seria A przeciwko Lazio, zdobywając gola i ostatecznie przyczyniając się do zwycięstwa swojej drużyny, 2:1. 16 grudnia 2018 golem z rzutu wolnego w 90. minucie spotkania zapewnił swojej drużynie ligowe zwycięstwo z Cagliari. Sezon 2018/19 był najlepszym sezonem Milika w klubie ze stolicy Kampanii pod względem strzelonych bramek i regularności w grze. Z dorobkiem 17 ligowych goli uplasował się wówczas na 5. miejscu w klasyfikacji strzelców Serie A, natomiast we wszystkich rozgrywkach rozegrał 47 spotkań, strzelając 20 goli i notując 4 asysty i ponownie sięgnął z klubem po wicemistrzostwo.
Kolejny sezon, ze względu na uraz pachwiny, rozpoczął w 4. ligowej kolejce, rozgrywając 73 minuty przeciwko Lecce (4:1). W następnej serii gier wszedł z ławki i rozegrał 16 minut z Cagliari, a dwa kolejne mecze spędził na ławce rezerwowych. Do gry powrócił w 8. kolejce zdobywając dwie bramki w meczu z Hellasem, po którym ponownie wywalczył sobie miejsce w pierwszej jedenastce i zdobywał gole także w trzech kolejnych meczach- kolejno, ze SPAL (1:1), Atalantą (2:2) i Romą (1:2), który był jego 32 golem w Serie A. Milik pobił wówczas należący do Zbigniewa Bońka rekord w liczbie goli strzelonych przez Polaka w tych rozgrywkach. 10 grudnia 2019 w wygranym 4:0 meczu fazy grupowej Ligi Mistrzów z KRC Genk zdobył pierwszego hattricka dla Napoli. 17 czerwca 2020 pokonując w finale Juventus, zdobył z Napoli Puchar Włoch, a sam wykorzystał ostatnią, decydującą jedenastkę w konkursie rzutów karnych. Było to pierwsze klubowe trofeum w jego karierze.
Po zakończeniu sezonu rozgorzała dyskusja nt. jego odejścia. Według mediów Milikiem zainteresowane były m.in. kluby włoskie, angielskie i hiszpańskie. Polak przeszedł nawet testy medyczne przed potencjalnym transferem do AS Romy. Ostatecznie pozostał w zespole natomiast ze względu na impas w negocjacjach dotyczących nowego kontraktu oraz wcześniejszą chęć odejścia z klubu, nie został zgłoszony do rozgrywek w sezonie 2020/21.
Łącznie rozegrał w barwach Napoli 122 oficjalne mecze, w których strzelił 48 goli i zanotował 5 asyst.

(...) To profesjonalista i piłkarz o ogromnych możliwościach. On ma lewą nogę na najwyższym światowym poziomie. W Amsterdamie wykonał superpracę, poszedł do Napoli, gdzie nie miał problemów z aklimatyzacją, niestety przydarzyły mu się dwie poważne kontuzje, które wpłynęły na jego losy. Arek pokazał charakter, powalczył skutecznie o powołanie na mundial, w Rosji pewnie sam oczekiwał od siebie więcej, ale w piłce nie zawsze wszystko układa się po myśli zawodnika czy trenera. Milik to jednak materiał na piłkarza światowego topu.

### Olympique Marsylia

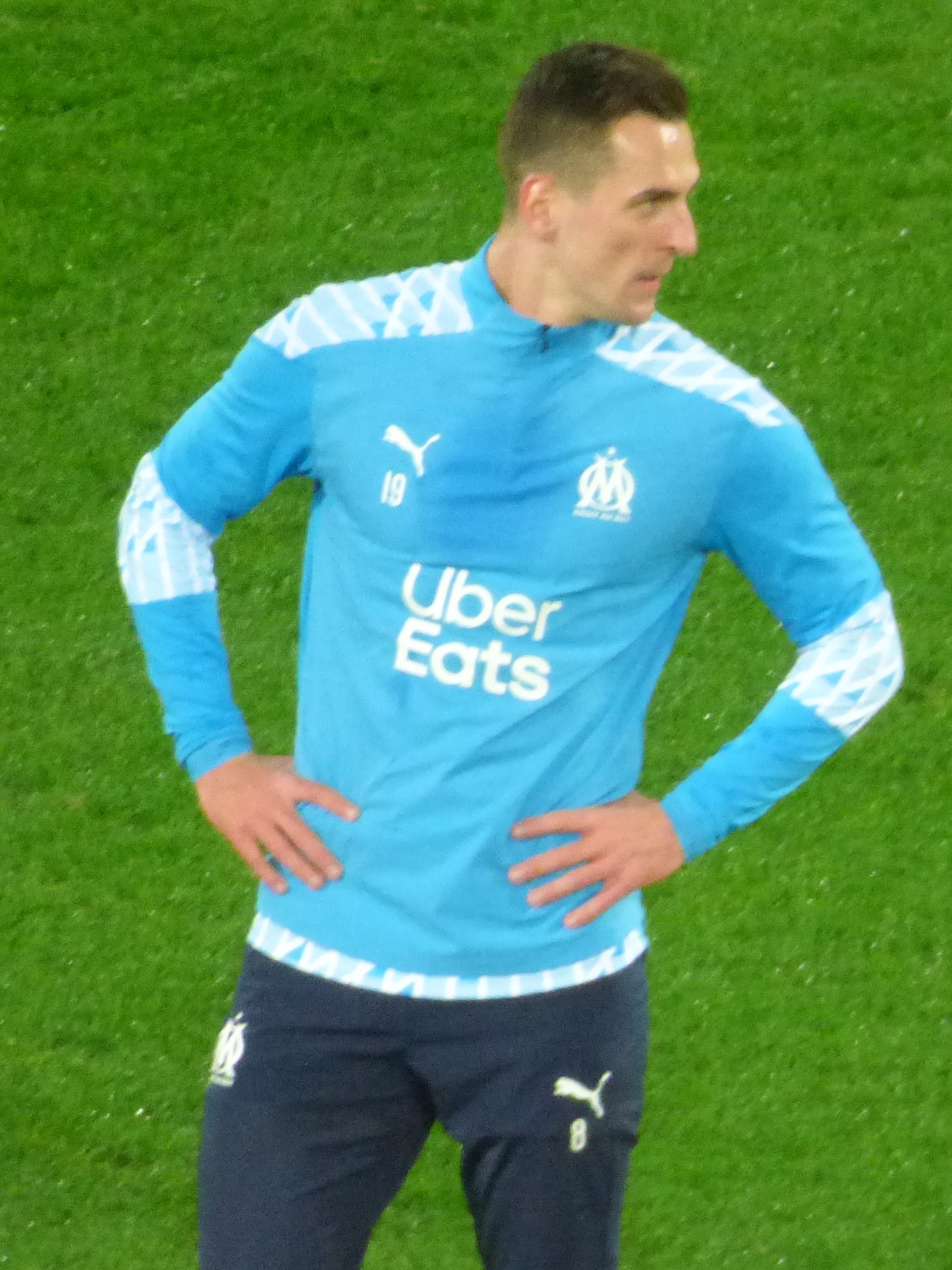
Arkadiusz Milik jako piłkarz Olympique Marsylia (2021)

21 stycznia 2021 został wypożyczony na półtora roku z obowiązkiem wykupu do francuskiego klubu Olympique Marsylia. 23 stycznia 2021 zadebiutował, zastępując Dario Benedetto w 60. minucie meczu 21. kolejki Ligue 1 z AS Monaco, rozegranym na Stadionie Ludwika II. Media awizowały go do gry w pierwszej jedenastce już w następnym spotkaniu przeciwko Rennes, natomiast mecz został przełożony z powodu zamieszek z kibicami na terenie ośrodka treningowego Marsylii. Poinformowano także, że trener André Villas-Boas wyznaczył Milika do wykonywania rzutów karnych. 3 lutego 2021 w kolejnym ligowym meczu, przeciwko Lens (2:2), wyszedł w podstawowym składzie i w 47. minucie zdobył swoją pierwszą bramkę w nowym klubie. Następnych pięć oficjalnych meczów, w tym ligowy Le Classique przeciwko Paris Saint-Germain, opuścił z powodu urazu uda. Do gry powrócił 28 lutego 2021 wychodząc w pierwszym składzie w Derbach Olimpijskich z Olympique Lyon i zdobył bramkę z rzutu karnego na wagę remisu (1:1). Milik zdobył bramki w dwóch pierwszym spotkaniach, w których zagrał w pierwszym składzie dokonując tego jako pierwszy piłkarz Marsylii od sierpnia 2013, kiedy uczynił to Dimitri Payet. 7 marca 2021 zdobył bramkę w meczu Pucharu Francji z Perpignan Canet (1:2). 13 marca 2021 strzelając gola na 1:0 otworzył wynik ligowego spotkania ze Stade Brestois (3:1). 10 kwietnia 2021 wpisał się na listę strzelców w zremisowanym 3:3 meczu z Montpellier. W następnej kolejce asystował przy golu Payeta w spotkaniu z Lorient (3:2), a 23 kwietnia zdobył bramkę w meczu z Reims (3:1). 16 maja 2021 po dwóch meczach bez gola zdobył trzy bramki w spotkaniu z Angers (2:1), kompletując hat tricka poprzez wykonanie rzutu karnego, który zapewnił jego drużynie zwycięstwo w doliczonym czasie gry. 23 maja skutecznie egzekwując rzut karny w ostatniej minucie gry zapewnił drużynie remis 1:1 w spotkaniu z FC Metz. Sezon zakończył z dorobkiem 10 goli uzyskanych w 16 spotkaniach.
Przed rozpoczęciem sezonu 2021/2022 przejął numer 9 po odchodzącym z klubu Dario Benedetto. Większość przedsezonowych przygotowań i początek nowego sezonu opuścił ze względu na kontuzję kolana. Do gry powrócił 30 września 2021 w meczu fazy grupowej Ligi Europy UEFA z Galatasaray (0:0). Następnie rozegrał całą drugą połowę meczu 9. kolejki Ligue 1 przeciwko Lille (0:2). 17 października 2021 wyszedł w pierwszym składzie Marsylii na rozgrywany na Stade Vélodrome ligowy mecz z Lorient (4:1) i w 85. minucie zdobył pierwszą bramkę w sezonie. Strzelona bramka była 10 golem Milika zdobytym w jego 17 występie w Ligue 1. Polak osiągnął taką liczbę bramek najszybciej spośród piłkarzy Olympique Marsylia od czasu Sonny’ego Andersona, który w sezonie 1993/1994 zdobył dla tego klubu 10 goli w pierwszych 11 meczach sezonu. 4 listopada 2021 zdobył bramkę z rzutu karnego w meczu fazy grupowej Ligi Europy UEFA przeciwko Lazio, zakończonym remisem 2:2. 25 listopada 2021 w następnej kolejce fazy grupowej zdobył dwa gole w wyjazdowym spotkaniu z Galatasaray (2:4). 9 grudnia 2021 zdobył zwycięską bramkę w ostatnim meczu fazy grupowej Ligi Europy z Lokomotiwem Moskwa (1:0), dzięki czemu Marsylia zajęła 3. miejsce w grupie i uzyskała kwalifikację do 1/16 finału Ligi Konferencji Europy UEFA. 19 grudnia 2021 zdobył trzy bramki w meczu 1/32 finału Pucharu Francji z piątoligowym Cannet Rocheville (4:1), zostając pierwszym piłkarzem Marsylii, który zdobył hattricka w rozgrywkach Pucharu Francji na Stade Vélodrome od 1991 kiedy dokonał tego Jean-Pierre Papin. 2 stycznia 2022 w kolejnej fazie krajowego pucharu trafił do siatki w wygranym 3:0 spotkaniu z Chauvigny. 22 stycznia w 1/8 finału z Montpellier, zdobył bramkę na 1:0 oraz wykorzystał rzut karny w konkursie, po którym jego zespół awansował do ćwierćfinału. 4 lutego 2022 po serii dziesięciu ligowych meczów bez trafienia wyszedł w wyjściowym składzie na mecz 23. kolejki Ligue 1 z Angers i zdobył hattricka w spotkaniu zakończonym zwycięstwem 5:2. 13 lutego przewrotką zdobył zwycięską bramkę na 2:1 w ligowym meczu z FC Metz. 17 lutego zdobył dwie bramki w meczu 1/16 finału Ligi Konferencji Europy UEFA z Karabachem Agdam. Został wówczas drugim zawodnikiem Marsylii w XXI wieku, który zdobył co najmniej 6 bramek w sezonie w europejskich pucharach, po Didierze Drogbie, który w sezonie 2003/2004 uzyskał 11 trafień.
Przed sezonem 2022/2023 w życie weszła klauzula wykupu Milika, który 1 lipca 2022 został zawodnikiem Marsylii na zasadzie transferu definitywnego. Sezon 2022/2023 rozpoczął jako podstawowy piłkarz Olympique, rozgrywając mecze ze Stade Reims i Stade Brestois.

### Juventus F.C.
26 sierpnia 2022 został wypożyczony na rok do włoskiego klubu Juventus. Zadebiutował 27 sierpnia 2022 w meczu 3 kolejki Serie A z AS Romą (1:1). Został trzecim Polakiem (po Zbigniewie Bońku i Wojciechu Szczęsnym), który występował w tym klubie. 31 sierpnia 2022 zdobył swoją pierwszą bramkę ustalając na 2:0 wynik domowego meczu 4 kolejki Serie A ze Spezią. W czerwcu 2023 Polak został wykupiony z Olympique Marsylia do Juventusu. 15 maja 2024 sięgnął z Juventusem po Puchar Włoch.
W sezonie 2024/2025 nie zagrał żadnego meczu z powodu kontuzji kolana odniesionej podczas przygotowań do Euro 2024. Mimo kolejnych nawrotów urazów, 30 kwietnia 2025 klub poinformował, że Milik przedłużył swój kontrakt do 2027.

## Kariera reprezentacyjna
Od 2011 występował w młodzieżowych reprezentacjach kraju. We wszystkich kategoriach wiekowych rozegrał łącznie 18 meczów, strzelając 16 goli. W 2012 Waldemar Fornalik dwukrotnie umieścił go na liście rezerwowej seniorskiej reprezentacji Polski. Pierwsze powołanie otrzymał 8 października tego samego roku, na mecze z Republiką Południowej Afryki oraz Anglią. Zajął wówczas miejsce Marka Saganowskiego, który zmagał się z problemami kardiologicznymi. Kilka dni wcześniej Milik przygotowywał się z kadrą do lat 19 do turnieju eliminacyjnego Mistrzostw Europy.

W seniorskiej reprezentacji zadebiutował 12 października 2012 w wygranym 1:0 meczu z RPA, zmieniając w 58. minucie Adriana Mierzejewskiego. Zagrał również w zremisowanym 1:1 meczu eliminacyjnym Mistrzostw Świata 2014 z Anglią, wchodząc w 82. minucie za Kamila Grosickiego. Pierwszego gola dla reprezentacji zdobył 14 grudnia 2012 w meczu Macedonią, gdy dobił piłkę po niecelnym uderzeniu Szymona Pawłowskiego z rzutu karnego. 11 października 2014 zdobył bramkę w wygranym 2:0 meczu eliminacyjnym do Mistrzostw Europy 2016 z Niemcami. Było to pierwsze w historii zwycięstwo reprezentacji Polski w piłce nożnej nad reprezentacją Niemiec. Trzy dni później trafił do siatki w zremisowanym 2:2 spotkaniu ze Szkocją. Trafienia notował także w dwóch kolejnych meczach kadry: wygranym 4:0 z Gruzją oraz bezpośrednio z rzutu wolnego w zremisowanym 2:2 meczu towarzyskim ze Szwajcarią. 13 czerwca 2015 strzelił gola w wygranym 4:0 drugim spotkaniu z Gruzją. Był kluczowym zawodnikiem reprezentacji Polski podczas eliminacji do Mistrzostw Europy 2016. Zagrał w dziewięciu z dziesięciu możliwych do rozegrania spotkań zdobywając, w których zdobył 6 goli i zanotował 6 asyst, tworząc świetnie rozumiejący się duet napastników z Robertem Lewandowskim. Napastnicy zajęli wówczas pierwsze dwa miejsca w klasyfikacji kanadyjskiej eliminacji turnieju. 

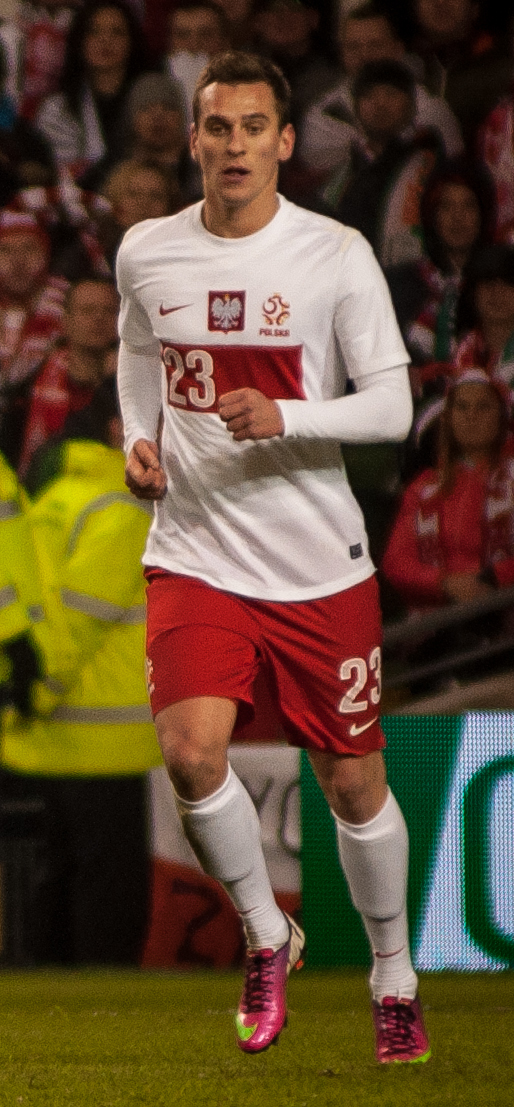
Arkadiusz Milik w barwach reprezentacji Polski (2013)

W 2016 został powołany przez selekcjonera Adama Nawałkę do kadry na Mistrzostwa Europy 2016 we Francji. W meczu inauguracyjnym z Irlandią Północną zdobył bramkę dającą zwycięstwo Polsce. W meczu grupowym z Ukrainą asystował przy zwycięskiej bramce Jakuba Błaszczykowskiego. W zremisowanym 0:0 meczu z Niemcami nie wykorzystał kilku dogodnych okazji do zdobycia gola. Ogółem na turnieju wystąpił w pełnym wymiarze czasowych we wszystkich pięciu meczach, strzelając jedną bramkę oraz dotarł z reprezentacją Polski do ćwierćfinału, gdzie drużyna narodowa odpadła po konkursie rzutów karnych, z późniejszym mistrzem Europy- Portugalią. Był to najlepszy wynik jaki reprezentacja Polski kiedykolwiek osiągnęła na mistrzostwach Europy.
8 października 2016 wywalczył rzut karny w wygranym 3:2 meczu eliminacji Mistrzostw Świata 2018 z Danią, po czym doznał urazu zerwania więzadła krzyżowego. Do kadry wrócił w marcu 2017, natomiast nie wystąpił w wygranym 2:1 meczu z Czarnogórą. Do gry w narodowych barwach powrócił 10 czerwca 2017 wchodząc na 18 minut w wygranym 3:1 spotkaniu eliminacji z Rumunią. 4 września 2017 wyszedł w pierwszym składzie i zdobył jedną z bramek w wygranym 3:0 meczu eliminacyjnym z Kazachstanem. Następne dwa zgrupowania kadry opuścił ze względu na kolejną kontuzję kolana. W marcu 2018 Adam Nawałka powołał go na spotkania towarzyskie z Nigerią i Koreą Południową. Milik pojawił się na boisku w obu spotkaniach i wystąpił także w dwóch kolejnych meczach towarzyskich- z Chile i Litwą. W eliminacjach mundialu rozegrał pięć spotkań, z czego trzy w podstawowym składzie, zdobywając jednego gola a reprezentacja Polski zajmując pierwsze miejsce w grupie zakwalifikowała się do rozgrywanego w Rosji turnieju.
4 czerwca 2018, selekcjoner Adam Nawałka powołał go do składu Mistrzostwa Świata 2018. Na mundialu wystąpił w pierwszym meczu fazy grupowej z Senegalem (1:2), natomiast drużyna notując jeszcze porażkę z Kolumbią (0:3) i wygraną z Japonią (1:0), odpadła z turnieju po fazie grupowej.
27 sierpnia 2018, Jerzy Brzęczek powołał go na spotkanie Ligi Narodów UEFA z Włochami i mecz towarzyski z Irlandią. Milik rozegrał całe spotkanie z reprezentacją Irlandii i zanotował asystę przy bramce Mateusza Klicha zapewniającej remis 1:1. 20 listopada 2018 skutecznie wykorzystując rzut karny zapewnił drużynie remis 1:1 w meczu Ligi Narodów z Portugalią. Następnie rozegrał łącznie cztery spotkania, zdobywając jedną bramkę- w meczu z Macedonią Północną, podczas eliminacji Mistrzostw Europy 2020, które reprezentacja Polski zakończyła na pierwszym miejscu w grupie i awansowała do turnieju finałowego. 11 listopada 2020 w meczu towarzyskim z Ukrainą, pełnił funkcję kapitana reprezentacji Polski.
5 marca 2021 znalazł się na pierwszej liście powołań selekcjonera Paulo Sousy. Wystąpił w podstawowym składzie w meczach eliminacji do Mistrzostw Świata 2022 z Węgrami (3:3), Andorą (3:0) i Anglią (1:2), w ostatnim meczu notując asystę przy bramce Jakuba Modera na 1:1. 17 maja 2021 został powołany do składu na Mistrzostwa Europy 2020, jednak z udziału w turnieju ostatecznie wyeliminowała go kontuzja kolana.
1 listopada 2021 Paulo Sousa powołał go na mecze eliminacji do Mistrzostw Świata 2022 z Andorą i Węgrami. 12 listopada 2021 w meczu z Andorą (4:1) rozegrał 60 spotkanie i zdobył 16 bramkę w reprezentacji.

## Styl gry
Jest lewonożnym piłkarzem, który występuje na pozycji środkowego napastnika. Postrzegany jest jako zawodnik dobrze wyszkolony technicznie, kreatywny, potrafiący współpracować z partnerami w duecie środkowych napastników, np. w formacji 4-4-2. Może występować również na pozycji cofniętego napastnika, a także w niektórych fazach meczu jako skrzydłowy wykorzystując umiejętność zejścia do środka i strzału lewą nogą. Jest silny fizycznie, dysponuje dobrym wyskokiem, często zdobywa gole po uderzeniach głową. Strzela bramki również z rzutów karnych i wolnych. Na początku kariery ze względu na styl gry porównywany był do Roberta Lewandowskiego. W 2012 magazyn Don Balón umieścił go na liście najbardziej obiecujących piłkarzy urodzonych po 1991 roku. Trener napastników Ajaksu, Dennis Bergkamp, który pracował z Milikiem w czasie jego występów w holenderskiej drużynie określił styl gry Polaka w ten sposób:

(...) Chce pracować. Nie jest indywidualistą na boisku. Współpracuje z innymi, a u napastników nie jest to oczywiste. Milik ma nosa do strzelania goli. Lubi to robić i wie, jak to robić. Widzę u niego zdolność ustawiania się w odpowiednim miejscu na boisku. Piłka go szuka. To dodatkowa zaleta. Jego lewa noga jest wyjątkowa. Milik potrafi nią bardzo precyzyjnie i mocno uderzyć. Może posłać piłkę w każdy róg bramki, z dowolnej pozycji. W polu karnym cały czas szuka miejsca. Schodzi do bliższego słupka, jest aktywny. Chce być na końcu każdej naszej akcji ofensywnej.

Styl gry polskiego napastnika scharakteryzował również były holenderski piłkarz Ronald de Boer. W jego ocenie, Milik:

(...) Jest świetny w polu karnym, ma ogromny głód strzelania bramek, znajduje się w sytuacji. Dużo lepiej gra, gdy ma przy sobie innego napastnika. To dla niego bardzo ważne, że zespół gra ofensywnie. On potrzebuje przestrzeni. (...) Drybling daleko od pola karnego nie jest jego mocną stroną. Ale lewa noga rekompensuje wiele, jest fantastyczna.

## Statystyki

### Klubowe
(aktualne na 30 kwietnia 2023)
| Klub                      | Sezon              | Liga               | Liga  | Liga   | Puchar kraju | Puchar kraju | Europa | Europa | Inne  | Inne   | Suma  | Suma   |
| Klub                      | Sezon              | Liga               | Mecze | Bramki | Mecze        | Bramki       | Mecze  | Bramki | Mecze | Bramki | Mecze | Bramki |
| ------------------------- | ------------------ | ------------------ | ----- | ------ | ------------ | ------------ | ------ | ------ | ----- | ------ | ----- | ------ |
| Rozwój Katowice           | 2010/2011          | III liga           | 10    | 4      | –            | –            | –      | –      | –     | –      | 10    | 4      |
| Górnik Zabrze             | 2011/2012          | Ekstraklasa        | 24    | 4      | 1            | 0            | –      | –      | –     | –      | 25    | 4      |
| Górnik Zabrze             | 2012/2013          | Ekstraklasa        | 14    | 7      | 1            | 1            | –      | –      | –     | –      | 15    | 8      |
| Bayer 04 Leverkusen       | 2012/2013          | Bundesliga         | 6     | 0      | –            | –            | 2      | 0      | –     | –      | 8     | 0      |
| FC Augsburg (wyp.)        | 2013/2014          | Bundesliga         | 18    | 2      | 2            | 0            | –      | –      | –     | –      | 20    | 2      |
| AFC Ajax (wyp.)           | 2014/2015          | Eredivisie         | 21    | 11     | 3            | 8            | 9      | 4      | 1     | 0      | 34    | 23     |
| AFC Ajax                  | 2015/2016          | Eredivisie         | 31    | 21     | 2            | 0            | 9      | 3      | –     | –      | 42    | 24     |
| SSC Napoli                | 2016/2017          | Serie A            | 17    | 5      | 2            | 0            | 4      | 3      | –     | –      | 23    | 8      |
| SSC Napoli                | 2017/2018          | Serie A            | 15    | 5      | –            | –            | 2      | 1      | –     | –      | 17    | 6      |
| SSC Napoli                | 2018/2019          | Serie A            | 35    | 17     | 2            | 1            | 10     | 2      | –     | –      | 47    | 20     |
| SSC Napoli                | 2019/2020          | Serie A            | 26    | 11     | 4            | 0            | 5      | 3      | –     | –      | 35    | 14     |
| Olympique Marsylia (wyp.) | 2020/2021          | Ligue 1            | 15    | 9      | 1            | 1            | –      | –      | –     | –      | 16    | 10     |
| Olympique Marsylia (wyp.) | 2021/2022          | Ligue 1            | 23    | 7      | 4            | 5            | 10     | 8      | –     | –      | 37    | 20     |
| Olympique Marsylia        | 2022/2023          | Ligue 1            | 2     | 0      | 0            | 0            | 0      | 0      | 0     | 0      | 2     | 0      |
| Juventus (wyp.)           | 2022/2023          | Serie A            | 22    | 7      | 3            | 0            | 5      | 2      | 0     | 0      | 30    | 9      |
| Ogólnie w karierze        | Ogólnie w karierze | Ogólnie w karierze | 279   | 110    | 25           | 16           | 56     | 26     | 1     | 0      | 361   | 152    |

### Reprezentacyjne
(aktualne na  7 czerwca 2024)
| Reprezentacja | Rok     | Mecze | Bramki |
| ------------- | ------- | ----- | ------ |
| Polska U-17   | 2011    | 1     | 1      |
| Polska U-17   | Ogólnie | 1     | 1      |
| Polska U-18   | 2012    | 1     | 0      |
| Polska U-18   | Ogólnie | 1     | 0      |
| Polska U-19   | 2011    | 6     | 4      |
| Polska U-19   | 2012    | 1     | 1      |
| Polska U-19   | Ogólnie | 7     | 5      |
| Polska U-21   | 2012    | 2     | 0      |
| Polska U-21   | 2013    | 7     | 10     |
| Polska U-21   | Ogólnie | 9     | 10     |
| Polska        | 2012    | 4     | 1      |
| Polska        | 2013    | 2     | 0      |
| Polska        | 2014    | 8     | 5      |
| Polska        | 2015    | 8     | 4      |
| Polska        | 2016    | 11    | 1      |
| Polska        | 2017    | 3     | 1      |
| Polska        | 2018    | 9     | 1      |
| Polska        | 2019    | 4     | 1      |
| Polska        | 2020    | 7     | 1      |
| Polska        | 2021    | 5     | 1      |
| Polska        | 2022    | 6     | 0      |
| Polska        | 2023    | 5     | 1      |
| Polska        | 2024    | 1     | 0      |
| Polska        | Ogólnie | 73    | 17     |

| Mecze i gole w reprezentacji | Mecze i gole w reprezentacji | Mecze i gole w reprezentacji | Mecze i gole w reprezentacji | Mecze i gole w reprezentacji | Mecze i gole w reprezentacji | Mecze i gole w reprezentacji | Mecze i gole w reprezentacji |
| Polska U-17                  | Polska U-17                  | Polska U-17                  | Polska U-17                  | Polska U-17                  | Polska U-17                  | Polska U-17                  | Polska U-17                  |
| Lp.                          | Data                         | Miejsce                      | Przeciwnik                   | Wynik                        | Gol                          | Rozgrywki                    |                              |
| ---------------------------- | ---------------------------- | ---------------------------- | ---------------------------- | ---------------------------- | ---------------------------- | ---------------------------- | ---------------------------- |
| 1.                           | 13.04.2011                   | Zawiercie, Polska            | Anglia szkolna U-18          | 4:1                          | Gol                          | towarzyski                   |                              |
| Polska U-18                  |                              |                              |                              |                              |                              |                              |                              |
| Lp.                          | Data                         | Miejsce                      | Przeciwnik                   | Wynik                        | Gol                          | Rozgrywki                    |                              |
| 1.                           | 07.03.2012                   | Crewe, Anglia                | Anglia U-18                  | 3:0                          |                              | towarzyski                   |                              |
| Polska U-19                  |                              |                              |                              |                              |                              |                              |                              |
| Lp.                          | Data                         | Miejsce                      | Przeciwnik                   | Wynik                        | Gol                          | Rozgrywki                    |                              |
| 1.                           | 09.08.2011                   | Tønsberg, Norwegia           | Norwegia U-19                | 0:0                          |                              | towarzyski                   |                              |
| 2.                           | 31.08.2011                   | Siedlce, Polska              | Białoruś U-19                | 3:1                          | Gol · Gol                    | towarzyski                   |                              |
| 3.                           | 11.10.2011                   | Budaörs, Węgry               | Węgry U-19                   | 1:2                          | Gol                          | towarzyski                   |                              |
| 4.                           | 11.11.2011                   | Eskişehir, Turcja            | Gruzja U-19                  | 1:3                          |                              | el. ME U-19 2012             |                              |
| 5.                           | 13.11.2011                   | Eskişehir, Turcja            | Luksemburg U-19              | 2:1                          | Gol                          | el. ME U-19 2012             |                              |
| 6.                           | 16.11.2011                   | Eskişehir, Turcja            | Turcja U-19                  | 2:2                          |                              | el. ME U-19 2012             |                              |
| 7.                           | 11.08.2012                   | Łomża, Polska                | Łotwa U-19                   | 4:3                          | Gol                          | towarzyski                   |                              |
| Polska U-21                  |                              |                              |                              |                              |                              |                              |                              |
| Lp.                          | Data                         | Miejsce                      | Przeciwnik                   | Wynik                        | Gol                          | Rozgrywki                    |                              |
| 1.                           | 06.09.2012                   | Jekaterynburg, Rosja         | Rosja U-21                   | 4:1                          |                              | el. ME U-21 2013             |                              |
| 2.                           | 10.09.2012                   | Gdynia, Polska               | Portugalia U-21              | 0:0                          |                              | el. ME U-21 2013             |                              |
| 3.                           | 06.06.2013                   | Kraków, Polska               | Malta U-21                   | 2:0                          | Gol                          | el. ME U-21 2015             |                              |
| 4.                           | 10.06.2013                   | Fredrikstad, Norwegia        | Norwegia U-21                | 2:4                          | Gol                          | towarzyski                   |                              |
| 5.                           | 13.08.2013                   | Warszawa, Polska             | Turcja U-21                  | 3:1                          | Gol · Gol                    | el. ME U-21 2015             |                              |
| 6.                           | 12.10.2013                   | Kraków, Polska               | Szwecja U-21                 | 2:0                          |                              | el. ME U-21 2015             |                              |
| 7.                           | 15.10.2013                   | Antalya, Turcja              | Turcja U-21                  | 0:1                          |                              | el. ME U-21 2015             |                              |
| 8.                           | 15.11.2013                   | Ta’ Qali, Malta              | Malta U-21                   | 5:1                          | Gol · Gol · Gol              | el. ME U-21 2015             |                              |
| 9.                           | 19.11.2013                   | Kraków, Polska               | Grecja U-21                  | 3:1                          | Gol · Gol · Gol              | el. ME U-21 2015             |                              |
| Polska                       |                              |                              |                              |                              |                              |                              |                              |
| Lp.                          | Data                         | Miejsce                      | Przeciwnik                   | Wynik                        | Gol                          | Rozgrywki                    |                              |
| 1.                           | 12.10.2012                   | Warszawa, Polska             | Południowa Afryka            | 1:0                          |                              | towarzyski                   |                              |
| 2.                           | 17.10.2012                   | Warszawa, Polska             | Anglia                       | 1:1                          |                              | el. MŚ 2014                  |                              |
| 3.                           | 14.11.2012                   | Gdańsk, Polska               | Urugwaj                      | 1:3                          |                              | towarzyski                   |                              |
| 4.                           | 14.12.2012                   | Antalya, Turcja              | Macedonia Północna           | 4:1                          | Gol                          | towarzyski                   |                              |
| 5.                           | 06.02.2013                   | Dublin, Irlandia             | Irlandia                     | 0:2                          |                              | towarzyski                   |                              |
| 6.                           | 26.03.2013                   | Warszawa, Polska             | San Marino                   | 5:0                          |                              | el. MŚ 2014                  |                              |
| 7.                           | 05.03.2014                   | Warszawa, Polska             | Szkocja                      | 0:1                          |                              | towarzyski                   |                              |
| 8.                           | 13.05.2014                   | Hamburg, Niemcy              | Niemcy                       | 0:0                          |                              | towarzyski                   |                              |
| 9.                           | 06.06.2014                   | Gdańsk, Polska               | Litwa                        | 2:1                          | Gol                          | towarzyski                   |                              |
| 10.                          | 07.09.2014                   | Faro, Portugalia             | Gibraltar                    | 7:0                          |                              | el. ME 2016                  |                              |
| 11.                          | 11.10.2014                   | Warszawa, Polska             | Niemcy                       | 2:0                          | Gol                          | el. ME 2016                  |                              |
| 12.                          | 14.10.2014                   | Warszawa, Polska             | Szkocja                      | 2:2                          | Gol                          | el. ME 2016                  |                              |
| 13.                          | 14.11.2014                   | Tbilisi, Gruzja              | Gruzja                       | 4:0                          | Gol                          | el. ME 2016                  |                              |
| 14.                          | 18.11.2014                   | Wrocław, Polska              | Szwajcaria                   | 2:2                          | Gol                          | towarzyski                   |                              |
| 15.                          | 29.03.2015                   | Dublin, Irlandia             | Irlandia                     | 1:1                          |                              | el. ME 2016                  |                              |
| 16.                          | 13.06.2015                   | Warszawa, Polska             | Gruzja                       | 4:0                          | Gol                          | el. ME 2016                  |                              |
| 17.                          | 16.06.2015                   | Gdańsk, Polska               | Grecja                       | 0:0                          |                              | towarzyski                   |                              |
| 18.                          | 04.09.2015                   | Frankfurt nad Menem, Niemcy  | Niemcy                       | 1:3                          |                              | el. ME 2016                  |                              |
| 19.                          | 07.09.2015                   | Warszawa, Polska             | Gibraltar                    | 8:1                          | Gol · Gol                    | el. ME 2016                  |                              |
| 20.                          | 08.10.2015                   | Glasgow, Szkocja             | Szkocja                      | 2:2                          |                              | el. ME 2016                  |                              |
| 21.                          | 13.11.2015                   | Warszawa, Polska             | Islandia                     | 4:2                          |                              | towarzyski                   |                              |
| 22.                          | 17.11.2015                   | Wrocław, Polska              | Czechy                       | 3:1                          | Gol                          | towarzyski                   |                              |
| 23.                          | 23.03.2016                   | Poznań, Polska               | Serbia                       | 1:0                          |                              | towarzyski                   |                              |
| 24.                          | 26.03.2016                   | Wrocław, Polska              | Finlandia                    | 5:0                          |                              | towarzyski                   |                              |
| 25.                          | 01.06.2016                   | Gdańsk, Polska               | Holandia                     | 1:2                          |                              | towarzyski                   |                              |
| 26.                          | 06.06.2016                   | Kraków, Polska               | Litwa                        | 0:0                          |                              | towarzyski                   |                              |
| 27.                          | 12.06.2016                   | Nicea, Francja               | Irlandia Północna            | 1:0                          | Gol                          | ME 2016                      |                              |
| 28.                          | 16.06.2016                   | Saint-Denis, Francja         | Niemcy                       | 0:0                          |                              | ME 2016                      |                              |
| 29.                          | 21.06.2016                   | Marsylia, Francja            | Ukraina                      | 1:0                          |                              | ME 2016                      |                              |
| 30.                          | 25.06.2016                   | Saint-Étienne, Francja       | Szwajcaria                   | 1:1 (k. 5:4)                 |                              | ME 2016                      |                              |
| 31.                          | 30.06.2016                   | Marsylia, Francja            | Portugalia                   | 1:1 (k. 3:5)                 |                              | ME 2016                      |                              |
| 32.                          | 04.09.2016                   | Astana, Kazachstan           | Kazachstan                   | 2:2                          |                              | el. MŚ 2018                  |                              |
| 33.                          | 08.10.2016                   | Warszawa, Polska             | Dania                        | 3:2                          |                              | el. MŚ 2018                  |                              |
| 34.                          | 10.06.2017                   | Warszawa, Polska             | Rumunia                      | 3:1                          |                              | el. MŚ 2018                  |                              |
| 35.                          | 01.09.2017                   | Kopenhaga, Dania             | Dania                        | 0:4                          |                              | el. MŚ 2018                  |                              |
| 36.                          | 04.09.2017                   | Warszawa, Polska             | Kazachstan                   | 3:0                          | Gol                          | el. MŚ 2018                  |                              |
| 37.                          | 23.03.2018                   | Wrocław, Polska              | Nigeria                      | 0:1                          |                              | towarzyski                   |                              |
| 38.                          | 27.03.2018                   | Chorzów, Polska              | Korea Południowa             | 3:2                          |                              | towarzyski                   |                              |
| 39.                          | 08.06.2018                   | Poznań, Polska               | Chile                        | 2:2                          |                              | towarzyski                   |                              |
| 40.                          | 12.06.2018                   | Warszawa, Polska             | Litwa                        | 4:0                          |                              | towarzyski                   |                              |
| 41.                          | 19.06.2018                   | Moskwa, Rosja                | Senegal                      | 1:2                          |                              | MŚ 2018                      |                              |
| 42.                          | 11.09.2018                   | Wrocław, Polska              | Irlandia                     | 1:1                          |                              | towarzyski                   |                              |
| 43.                          | 14.10.2018                   | Chorzów, Polska              | Włochy                       | 0:1                          |                              | LN 2018/2019                 |                              |
| 44.                          | 15.11.2018                   | Gdańsk, Polska               | Czechy                       | 0:1                          |                              | towarzyski                   |                              |
| 45.                          | 20.11.2018                   | Guimarães, Portugalia        | Portugalia                   | 1:1                          | Gol                          | LN 2018/2019                 |                              |
| 46.                          | 21.03.2019                   | Wiedeń, Austria              | Austria                      | 1:0                          |                              | el. ME 2020                  |                              |
| 47.                          | 24.03.2019                   | Warszawa, Polska             | Łotwa                        | 2:0                          |                              | el. ME 2020                  |                              |
| 48.                          | 10.06.2019                   | Warszawa, Polska             | Izrael                       | 4:0                          |                              | el. ME 2020                  |                              |
| 49.                          | 13.10.2019                   | Warszawa, Polska             | Macedonia Północna           | 2:0                          | Gol                          | el. ME 2020                  |                              |
| 50.                          | 04.09.2020                   | Amsterdam, Holandia          | Holandia                     | 0:1                          |                              | LN 2020/2021                 |                              |
| 51.                          | 07.09.2020                   | Zenica, Bośnia i Hercegowina | Bośnia i Hercegowina         | 2:1                          |                              | LN 2020/2021                 |                              |
| 52.                          | 07.10.2020                   | Gdańsk, Polska               | Finlandia                    | 5:1                          | Gol                          | towarzyski                   |                              |
| 53.                          | 11.10.2020                   | Gdańsk, Polska               | Włochy                       | 0:0                          |                              | LN 2020/2021                 |                              |
| 54.                          | 14.10.2020                   | Wrocław, Polska              | Bośnia i Hercegowina         | 3:0                          |                              | LN 2020/2021                 |                              |
| 55.                          | 11.11.2020                   | Chorzów, Polska              | Ukraina                      | 2:0                          |                              | towarzyski                   |                              |
| 56.                          | 15.11.2020                   | Reggio nell’Emilia, Włochy   | Włochy                       | 0:2                          |                              | LN 2020/2021                 |                              |
| 57.                          | 25.03.2021                   | Budapeszt, Węgry             | Węgry                        | 3:3                          |                              | el. MŚ 2022                  |                              |
| 58.                          | 28.03.2021                   | Warszawa, Polska             | Andora                       | 3:0                          |                              | el. MŚ 2022                  |                              |
| 59.                          | 31.03.2021                   | Londyn, Anglia               | Anglia                       | 1:2                          |                              | el. MŚ 2022                  |                              |
| 60.                          | 12.11.2021                   | Andora, Andora               | Andora                       | 4:1                          | Gol                          | el. MŚ 2022                  |                              |
| 61.                          | 15.11.2021                   | Warszawa, Polska             | Węgry                        | 1:2                          |                              | el. MŚ 2022                  |                              |
| 62.                          | 24.03.2022                   | Glasgow, Szkocja             | Szkocja                      | 1:1                          |                              | towarzyski                   |                              |
| 63.                          | 22.09.2022                   | Warszawa, Polska             | Holandia                     | 0:2                          |                              | LN 2022/2023                 |                              |
| 64.                          | 16.11.2022                   | Warszawa, Polska             | Chile                        | 1:0                          |                              | towarzyski                   |                              |
| 65.                          | 22.11.2022                   | Doha, Katar                  | Meksyk                       | 0:0                          |                              | MŚ 2022                      |                              |
| 66.                          | 26.11.2022                   | Ar-Rajjan, Katar             | Arabia Saudyjska             | 2:0                          |                              | MŚ 2022                      |                              |
| 67.                          | 04.12.2022                   | Doha, Katar                  | Francja                      | 1:3                          |                              | MŚ 2022                      |                              |
| 68.                          | 16.06.2023                   | Warszawa, Polska             | Niemcy                       | 1:0                          |                              | towarzyski                   |                              |
| 69.                          | 20.06.2023                   | Kiszyniów, Mołdawia          | Mołdawia                     | 2:3                          | Gol                          | el. ME 2024                  |                              |
| 70.                          | 07.09.2023                   | Warszawa, Polska             | Wyspy Owcze                  | 2:0                          |                              | el. ME 2024                  |                              |
| 71.                          | 12.10.2023                   | Thorshavn, Wyspy Owcze       | Wyspy Owcze                  | 2:0                          |                              | el. ME 2024                  |                              |
| 72.                          | 15.10.2023                   | Warszawa, Polska             | Mołdawia                     | 1:1                          |                              | el. ME 2024                  |                              |
| 73.                          | 07.06.2024                   | Warszawa, Polska             | Ukraina                      | 3:1                          |                              | towarzyski                   |                              |

## Sukcesy

### Klubowe

#### AFC Ajax
- Wicemistrzostwo Holandii (Eredivisie): 2014/2015, 2015/2016

#### SSC Napoli
- Puchar Włoch: 2019/2020
- 3. miejsce w mistrzostwach Włoch (Serie A): 2016/2017
- Wicemistrzostwo Włoch (Serie A): 2017/2018, 2018/2019

#### Olympique Marsylia
- Wicemistrzostwo Francji (Ligue 1): 2021/2022

#### Juventus
- Puchar Włoch: 2023/2024

### Indywidualne
- Król strzelców Pucharu Holandii: 2014/2015 (8 goli)
- Król strzelców Pucharu Francji: 2021/2022 (5 goli)[c]
- Król strzelców Pucharu Włoch: 2023/2024 (4 gole)

### Wyróżnienia
- „Odkrycie Roku” w Plebiscycie „Piłki Nożnej”: 2012

### Rekordy
- Najskuteczniejszy polski zawodnik w historii Serie A: 44 gole[144].

## Działalność pozasportowa
W 2017 został twarzą akcji promocyjnej SSC Napoli w aplikacji randkowej Tinder. W 2018 otworzył w Katowicach restaurację Food&Ball, która pomagała w dostarczaniu posiłków dla szpitali po wybuchu pandemii COVID-19.

## Życie prywatne
Jego ojciec opuścił rodzinny dom, kiedy Arkadiusz miał sześć lat. Ma starszego brata, Łukasza. Jest absolwentem Szkoły Podstawowej nr 33 i Gimnazjum nr 6 w Katowicach.
Jest fanem koszykówki, do jego ulubionych zawodników należą Michael Jordan i LeBron James. Jako chłopiec podziwiał również Cristiano Ronaldo. W jednym z wywiadów określił się kibicem Manchesteru United.
W latach 2011–2021 był związany z pochodzącą z Siemianowic Śląskich modelką Jessicą Ziółek (ur. 1995). Następnie związał się z modelką Agatą Sieramską.
W 2018, wracając do domu po meczu Ligi Mistrzów z Liverpoolem, padł ofiarą napadu rabunkowego na przedmieściach Neapolu. Samochód, którym podróżował, został zatrzymany przez zamaskowanych sprawców na motocyklach, którzy następnie, grożąc bronią, zrabowali piłkarzowi zegarek.